# Stephanie Leonidasová
Stephanie Leonidasová (* 14. února 1984 Londýn) je anglická filmová a divadelní herečka. Její otec pochází z Kypru a matka z Walesu. Její mladší sourozenci Dimitri Leonidas a Georgina Leonidasová jsou rovněž herci.
Herectví se věnuje od osmi let, na televizní obrazovce debutovala roku 1997 v seriálu Chalk. Objevila se také v seriálech Doktor Martin a Vraždy v Midsomeru, hlavní dvojroli ztvárnila ve fantasy filmu Maska zrcadla. Dalšími významnými rolemi je Irisa ve vědeckofantastickém seriálu Defiance a Salome v televizním filmu Proč zabili Ježíše?. Také vystupovala v londýnském divadle Royal Court v hlavní úloze hry Lucy Prebbleové The Sugar Syndrome.

## Filmografie
- 2002 V zajetí mlhy
- 2002 Tátova holka (TV film)
- 2004 Ano
- 2004 Doktor Martin (TV seriál)
- 2004 Slečna Marplová (TV seriál)
- 2005 Císař Augustus (TV seriál)
- 2005 Maska zrcadla
- 2005 Třetí v pořadí (TV film)
- 2006 Drákulův polibek (TV film)
- 2006 Křižák v džínách
- 2007 Slečna Marplová: Zkouška neviny (TV film)
- 2009 Whitechapel (TV seriál)
- 2011 How to Stop Being a Loser
- 2012 Eternal Law (TV seriál)
- 2013 Bible (TV seriál)
- 2013 Defiance (TV seriál)
- 2013 Hercule Poirot: Hra na vraždu (TV film)
- 2013 Chceš, abych ho zabil?
- 2014 Luna
- 2015 Proč zabili Ježíše (TV film)
- 2016 American Gothic (TV seriál)